# Mackmyra

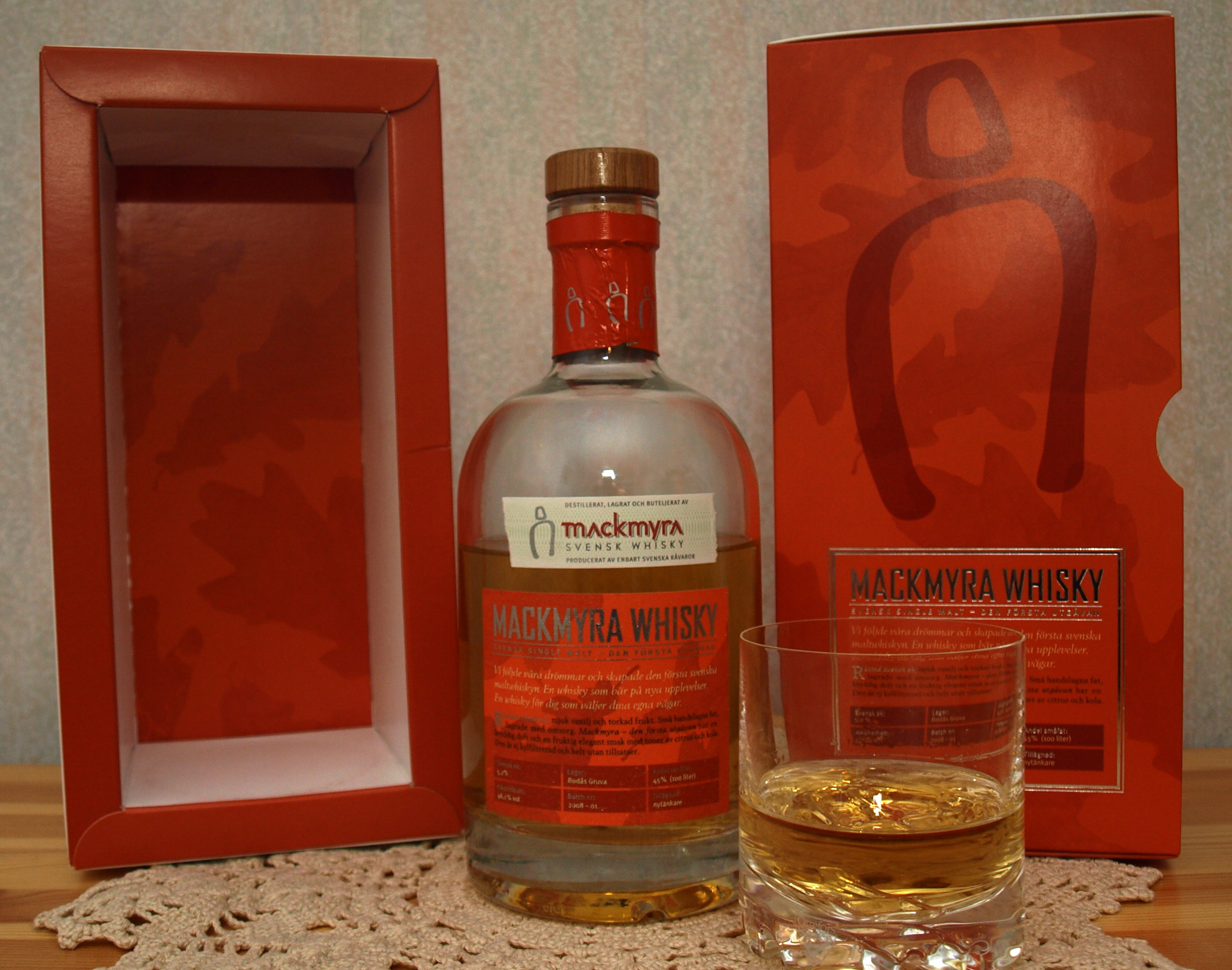
Una botella de Mackmyra Den första utgåvan (primera edición) y la caja.

El Mackmyra es una destilería de whisky sueca fundada en 1999 por ocho alumnos de la Universidad Tecnológica Real de Estocolmo. La nueva destilería está ubicada en la antiguas instalaciones de Mackmyra Bruk, en edificios que están considerados de interés turístico, y por tanto han sufrido solo pequeñas adiciones y reconstrucciones.
Durante la época de desarrollo de la destilería se probaron más de 150 recetas diferentes, con variantes en los tipos de cebada, combustible para el humo (además de turba se usó madera de aliso, ramas de enebro y ramas de picea), marcas de levadura, duración de la fase de fermentación y —por supuesto— ajustes en los alambiques. La producción de esta época, unos 3000 litros, está almacenada en unos 50 barriles en un pequeño almacén fresco. Los barriles suelen tener de 30 a 100 litros, aunque hay unos pocos mayores y menores, conteniendo el más pequeño menos de 2 litros. Los materiales de los barriles también varían: la mayoría está hecha de roble sueco fresco, algunos son barriles de bourbon modificados y unos pocos eran barriles de jerez. La destilería comercial empezó a funcionar en octubre de 2002.